# Marie-Louis-Antoine-Gaston Boissier
Marie-Louis-Antoine-Gaston Boissier (Nîmes, 1823. augusztus 15. – Viroflay, 1908. június 10.) francia filológus, történész, ókortudós és író.

## Élete

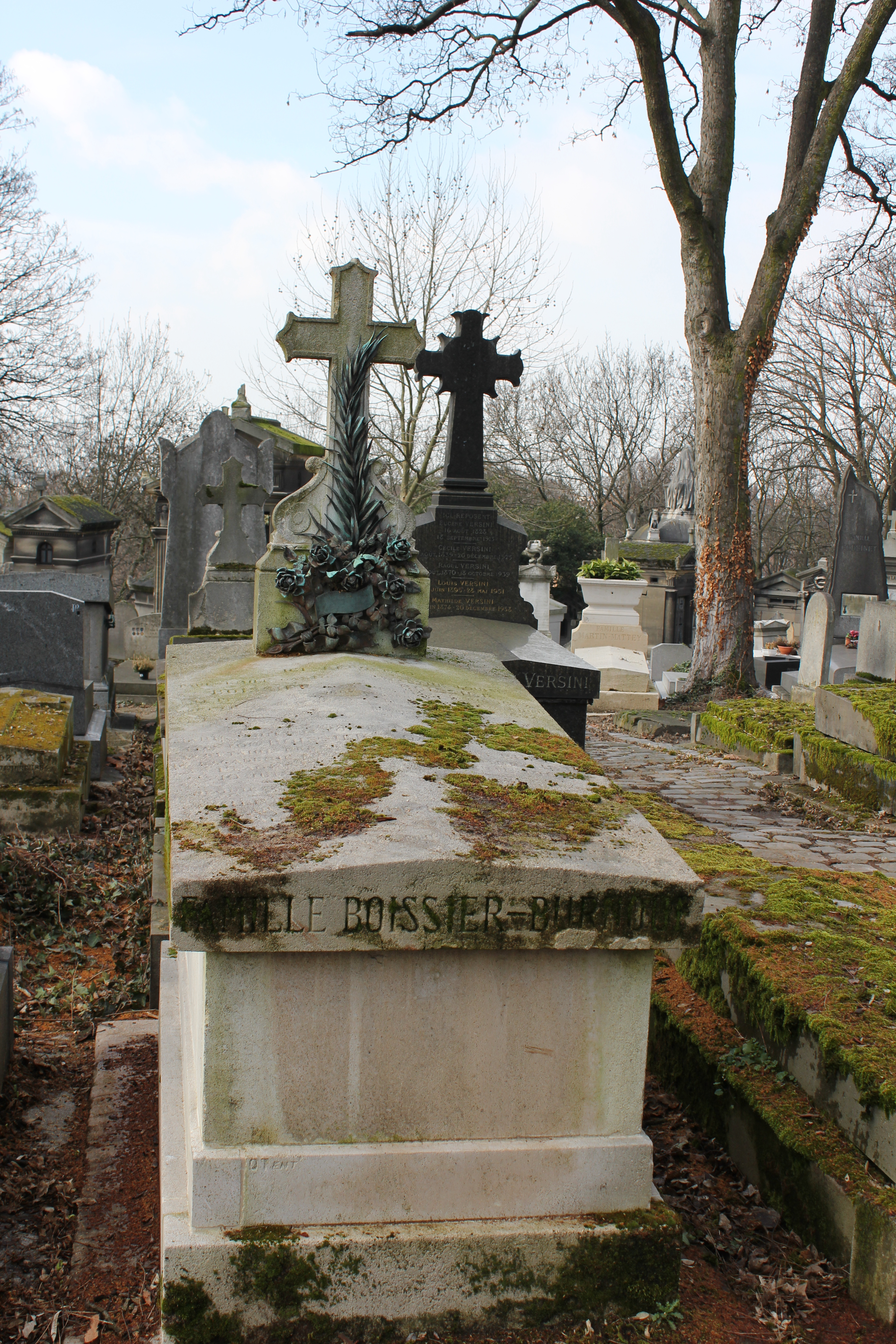
Sírja a párizsi Père-Lachaise temetőben

Elszegényedett, ősi nîmes-i polgárcsaládban született, apja jegyző volt, de hamar elhunyt. Így Gaston Boissier-nek  fáradságos, dolgos gyermekkor jutott osztályrészül. Szülővárosában, az ókori Gallia Narbonensis Nemausus nevű városában nagy hatással voltak rá az ókori történelmi emlékek. Nîmes-ben, a Collège Royalban kezdte tanulmányait, ahol főként irodalmi, történelmi és humán műveltséget szerezve leérettségizett, majd Párizsban tanult tovább. Itt a Sainte-Barbe, majd a Louis-le-Grand, 1843-ban pedig három évre az École Normale növendéke lett. 1846-tól Angoulême-ben irodalomtanári minőségben működött, majd egy év múlva 10 évi időtartamra szülővárosában tanított. Párizsba költözése után 1857-től a Lycée Charlemagne retorika professzora lett. Az École normale-ban az ókori latin irodalmat és a szónoklattant adta elő egészen 1899-ig. Párhuzamosan a Collège de France professzoraként 1869-től 1885-ig a latin költészet, 1885-től 1906-ig a latin irodalomtörténet tanszékét vezette. A Collège de France 1892. december havában Ernest Renan helyébe Boissier-t választotta élethossziglani adminisztrátorának.
1853-ban belépett az Académie du Gard-ba, amelyet azonban 1857-ben elhagyott. 1876-ban a Francia Akadémia tagjává választották, amelynek 1895-ben örökös titkára lett. 1886-ban az Académie des inscriptions et belles-lettres is tagul választotta Léon Renier helyére. A Dán Királyi Tudományos és Irodalmi Akadémiának, az Amerikai Tudományos Akadémiának tagja, a Szentpétervári Tudományos Akadémiának levelező tagja (1894) volt, valamint a Magyar Tudományos Akadémia mint külső tagjától búcsúzott tőle 1909-ben. Amint itt említette Csengery János, a magyar tudósokkal szívélyes kapcsolata volt. Két magyar tárgyú irodalmi műhöz is írt előszót: Horn Emil Jókai című kötetéhez, mely Párizsban, 1895-ben 200 példányban jelent meg és Jókai négy művét (a Sárga rózsa kisregényét, s még három elbeszélését) nyújtotta francia fordításban és Kont Ignác Histoire de la Littérature Hongroise művéhez is.
A Ligue de la Patrie Française nacionalista politikai szervezet is tagjai között tudhatta.
1860-ban házasodott s Eugène Burnouf indológusnak (a Collège de France professzorának) a veje lett, akinek második leányát, Amélie-t vette el. Gyermekeik közül egyik leányukat 1892-ben elveszítették, másik leányuk Émile-Charles Lavisse (1855–1915) generálishoz, a harmadik pedig Edmond Courbaud-hoz, a Sorbonne és más iskolák ókori római irodalomtanárához ment nőül. 
1863. augusztus 14-én elnyerte a Francia Becsületrend lovagi, 1879. január 15-én pedig a tiszti fokozatát.
A Père-Lachaise temetőben nyugszik.
Tudományos műveit, köztük az 1886-ban magyarra, majd több más nyelvre, így 1897-ben angolra fordított „Cicero és barátai” című művét, a maga idejében széles körben elismerték. Ő maga egyik fő hivatásának a tanítást, ismereteinek átadását tekintette: „Tanítványai osztatlan szeretetének, tiszteletének ékesen szóló bizonyítéka az az Emlékkönyv, melyet 80 éves jubileuma alkalmával nyújtottak át neki 1903. november 15-én. S ennek az Emlékkönyvnek koszorújába nem csak a közvetetten tanítványok, hanem számos külföldi tudós is beleillesztette az elismerés és rokonszenves hála virágszálait. A benne foglalt 76 cikkben visszatükröződik Boissier hármas tevékenysége a szövegmagyarázat és kritika, a történelem és archeológia, és az irodalomtörténet terén.”

## Művei
430-at meghaladó publikációja között több mint 10 monográfiát jelentetett meg. Közreműködött a Revue des Deux Mondes című folyóiratban, ahol számos írása látott napvilágot.
Művei nemcsak ízlésteljes stílusáról, hanem alapos tudományáról is tanúskodnak, ezek:
- Le Poète Attius, étude sur la tragédie latine pendant la République  (Páris, 1857; Tézis)
- Étude sur la vie et les ouvrages de M. T. Varron (1861)
- Recherches sur la manière, dont furent recueillies et publiees les lettres de Cicéron (1863)
- Cicéron et ses amis, étude sur la société romaine du temps de César (1865 8. kiad. 1884. Magyarra ford. Csiky Kálmán. Budapest, 1876). 13. francia nyelvű kiadás, Párizs, 1905.
- La réligion romaine d'Auguste aux Antonins(wd) (1874. 2 köt. 3. kiad. 1883) — 7. francia nyelvű kiadás. Párizs, 1909. 1. kötet ; 2. kötet
- L'opposition sous les Césars (1875. Magyarul a Budapesti Szemlében és az Olcsó könyvtárban)
- Promenades archéologiques. Rome et Pompéi. Párizs, 1880.  Magyarra ford. Molnár Antal, Budapest, 1883) 9. francia nyelvű kiadás, Párizs, 1908.
- Nouvelles promenades des archéologiques. Horace et Virgile (1886 Vergil, magyarra fordította Végh A. (Olcsó könyvtár)
- Madame de Sévigné (A »Grands Écrivains Français« egyik kötete). 2. kiadás, Párizs, 1887.
- L'affaire de l'autel de la victoire (Revue des deux Mondes 1888. július)
- La conversion de St. Augustin (Revue des deux Mondes, 1888. január)
- L'études d'histoire religieuse. Manteau de Tertullian (Revue des deux Mondes 1886. július)
- Prudence (Revue des deux Mondes 1886. január)
- Christianisme de Boece (Journal des Savants, 1889. augusztus és különlenyomatban)
- Christianisme et l'invasion des barbares (Revue des deux Mondes 1890. 3. cikk)
- La fin du paganisme : étude sur les dernières luttes religieuses en Occident au quatrième siècle (1891). 4. francia nyelvű kiadása: 1903. 1. kötet , 2. kötet
- Saint Simon (Páris, 1892)
- L'Afrique romaine. Promenades archéologiques en Algérie et en Tunisie (1895)
- La Conjuration de Catilina (A Catilina-féle összeesküvés) (1905)
- Saint-Simon (1899)
- Tacite (1903)

## Magyarul
- Virgil; ford. Végh Arthur; Franklin, Bp., 1876
- Cicero és barátai. Tanulmány a Caesar-korabeli római társadalom fölött; ford. Csiky Kálmán; Akadémia, Budapest, 1876 (A Magyar Tudományos Akadémia Könyvkiadó Vállalata)
- Archeológiai séták. Róma és Pompéi; ford. Molnár Antal; Akadémia, Budapest, 1883 (A Magyar Tudományos Akadémia Könyvkiadó Vállalata)
- Augustinus megtérése; ford. Dézsi Lajos; Hornyánszky Ny., Budapest, 1895.

## Emlékezete
2019-ben Franciaországban 3 közterületet neveztek el róla. 
- A Rue Gaston Boissier-t Nîmes-ben, a szülőhelyén;
- Párizsban a Rue Gaston Boissier-t, ahol a Lycée Charlemagne-ban tanított, és az Académie Française állandó titkára volt;
- az Avenue Gaston Boissier-t Viroflay-ban, a városban, ahol meghalt.

## Fordítás
- Ez a szócikk részben vagy egészben  a   Gaston Boissier című francia Wikipédia-szócikk ezen változatának fordításán alapul.  Az eredeti cikk szerkesztőit annak laptörténete sorolja fel. Ez a jelzés csupán a megfogalmazás eredetét és a szerzői jogokat jelzi, nem szolgál a cikkben szereplő információk forrásmegjelöléseként.